# Drepanosticta eucera
Drepanosticta eucera är en trollsländeart som beskrevs av Maurits Anne Lieftinck 1949. Drepanosticta eucera ingår i släktet Drepanosticta och familjen Platystictidae. Inga underarter finns listade i Catalogue of Life.